# Hans Skalstad
Hans Skalstad (* 29. Oktober 1964 in Oslo) ist ein ehemaliger norwegischer Radrennfahrer und nationaler Meister im Radsport.

## Sportliche Laufbahn
Skalstad wurde 1985 nationaler Meister im Einzelzeitfahren. Im Mannschaftszeitfahren holte er gemeinsam mit Arnstein Hope, Tore Mathisen und Arnstein Raunehaug den Titel. 1988 siegte er im Meisterschaftsrennen mit André Namtvedt, Terje Hordnes und Pål Hisdal.
1981 war er bereits Meister im Straßenrennen und Mannschaftszeitfahren der Junioren. In der Internationalen Friedensfahrt startete Skalstad dreimal. 1984 wurde er 22., 1985 19. und 1987 28. der Gesamtwertung.
1989 wurde er Berufsfahrer im Radsportteam AD Renting und blieb bis 1990 als Radprofi aktiv. In der Vuelta a España 1989 belegte er den 115. Platz der Gesamtwertung.